# Trichoderma viride
Trichoderma viride Pers. – gatunek grzybów należący do rodziny rozetkowatych (Hypocreaceae). Grzyb mikroskopijny.

## Systematyka i nazewnictwo
Pozycja w klasyfikacji według Index Fungorum: Trichoderma, Hypocreaceae, Hypocreales, Hypocreomycetidae, Sordariomycetes, Pezizomycotina, Ascomycota, Fungi.
Po raz pierwszy opisał go w 1794 r. Christiaan Hendrik Persoon i nadana przez niego nazwa jest aktualna. Ma ponad 20 synonimów. Niektóre z nich:
- Hypocrea rufa (Pers.) Fr. 1849
- Trichoderma viride Schumach. 1803

## Występowanie i siedlisko
Występuje na wielu wyspach i na wszystkich kontynentach poza Antarktydą. W Polsce podano liczne stanowiska.
W Polsce wyizolowano go ze starych książek, wody, osadów jeziornych, ryzosfery, korzeni, sadzonek, nasion, sklerocjów twardnicy pasożytniczej (Sclerotinia sclerotiorum).

## Zastosowanie
Grzyby Trichoderma viride są powszechnie wykorzystywane w biologicznej ochronie roślin przed organizmami chorobotwórczymi. Są bowiem bardzo pospolite i łatwo je izolować z gleby, czy drewna. Na sztucznych pożywkach rosną szybko i obficie tworzą zarodniki, wytwarzają także chlamydospory będące przetrwalnikami. W literaturze naukowej są setki opracowań o ich użyteczności w zwalczaniu takich groźnych patogenów, jak: Rhizoctonia solani, Phytophthora, Pythium ultimum, Fusarium, Alternaria alternata, Sclerotinia sclerotiorum, Stromatinia cepivora, Sclerotium rolfsii, Gaeumannomyces graminis, Thielaviopsis basicola, Verticillium dahliae, Botrytis cinerea, bakterie i wirusy. Są w tym celu wykorzystywane w uprawach roślin rolniczych, warzyw, roślin ozdobnych, roślin sadowniczych i w przechowalnictwie. Wykazują dużą agresywność wobec patologicznych grzybów.
Zdolności Trichoderma do zwalczania innych organizmów opierają się na:
- intensywnym wytwarzaniu enzymów litycznych, co daje im zdolność do pasożytowania na innych grzybach. Szczepy Trichoderma wytwarzają m.in. chitynazy, glukanazy oraz proteazy
- antybiozie względem grzybów patogennych
- konkurencji z organizmami patogennymi o składniki pokarmowe i przestrzeń do rozwoju
- zdolności do zmiany warunków środowiska. Potrafią np. zakwaszać środowisko, co stwarza niedogodne warunki dla rozwoju patogennych grzybów, ponadto umożliwia korzystanie ze składników pokarmowych wcześniej niedostępnych
- w środowisku upraw rolnych grzyby Trichoderma rozwijają się gwałtownie, ponieważ są naturalnie odporne na wiele toksycznych związków jak herbicydy, fungicydy oraz inne pestycydy i fenole. Po dodaniu do gleby subletalnych dawek tych związków odradzają się bardzo szybko. Zawdzięczają to prawdopodobnie obecności w komórkach transportera ABC, który jest odpowiedzialny za usuwanie toksyn z komórek[5].

Trichoderma viride jest grzybem nagrzybnym; jej strzępki oplątają strzępki innych grzybów, odżywiając się nimi i powodując ich zamieranie. W wyniku wieloletnich prac wyhodowano szczep Trichoderma viride  B35, który nie ma zdolności rozwoju w temperaturze powyżej 32 °C, dzięki czemu nie stanowi zagrożenia dla życia ludzi. Może być stosowany do zwalczania grzybów glebowych łącznie z fungicydami zawierającymi takie środki chemiczne jak: chlorowodorek propamokarbu, maneb, iprodion i kaptan. Stosowany do zaprawiania nasion i sadzonek znacznie ogranicza rozwój takich grzybowych chorób roślin jak zgorzel siewek, fuzarioza, werticilioza, zgorzele podstaw łodyg i zgorzeli pędów.